# Franz Rohr von Denta

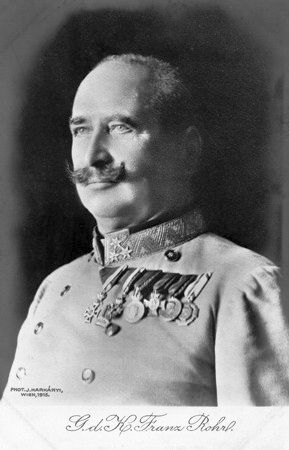
Franz Rohr von Denta.

Franz Rohr von Denta, född 30 oktober 1854 i Arad, död 9 december 1927 i Rodaun vid Wien, var en österrikisk friherre och fältmarskalk.
Efter att ha blivit officer vid kavalleriet befordrades Rohr von Denta inom detta och generalstaben, där han blev överste 1896. Som generalmajor (1903) blev han 1905 inspektör för ungerska lantvärnets kavalleri. År 1907 blev han fältmarskalklöjtnant, 1909 generalinspektör för militärläroverken, 1911 general av kavalleriet och 1913 högste befälhavare för ungerska lantvärnet. 
Vid första världskrigets utbrott, i augusti 1914, fick Rohr von Denta i uppdrag att befästa gränsen mot Italien och förbereda dess försvar. När Italien inträdde i kriget (i maj 1915), blev han befälhavare för arméavdelningen på Kärntenfronten. I maj 1916 blev han generalöverste och i juni samma år chef för 11:e armén på fronten i Tyrolen. År 1917 förde han första armén på de allierades vänstra flygel i Rumänien. År 1918 utnämndes han till fältmarskalk och avgick ur aktiv tjänst. Han utgav den mycket använda handboken Taktisches Taschenbuch (17:e upplagan 1905).